# استیو جیمز
استیو جیمز (انگلیسی: Steve James؛ زادهٔ ۲۹ نوامبر ۱۹۴۹) یک بازیکن فوتبال سابق اهل بریتانیا است. 
از باشگاه‌هایی که در آن بازی کرده‌است می‌توان به باشگاه فوتبال منچستر یونایتد، باشگاه فوتبال کیدرمینستر هاریرس، و باشگاه فوتبال یورک سیتی اشاره کرد.